# هلکه زاندر

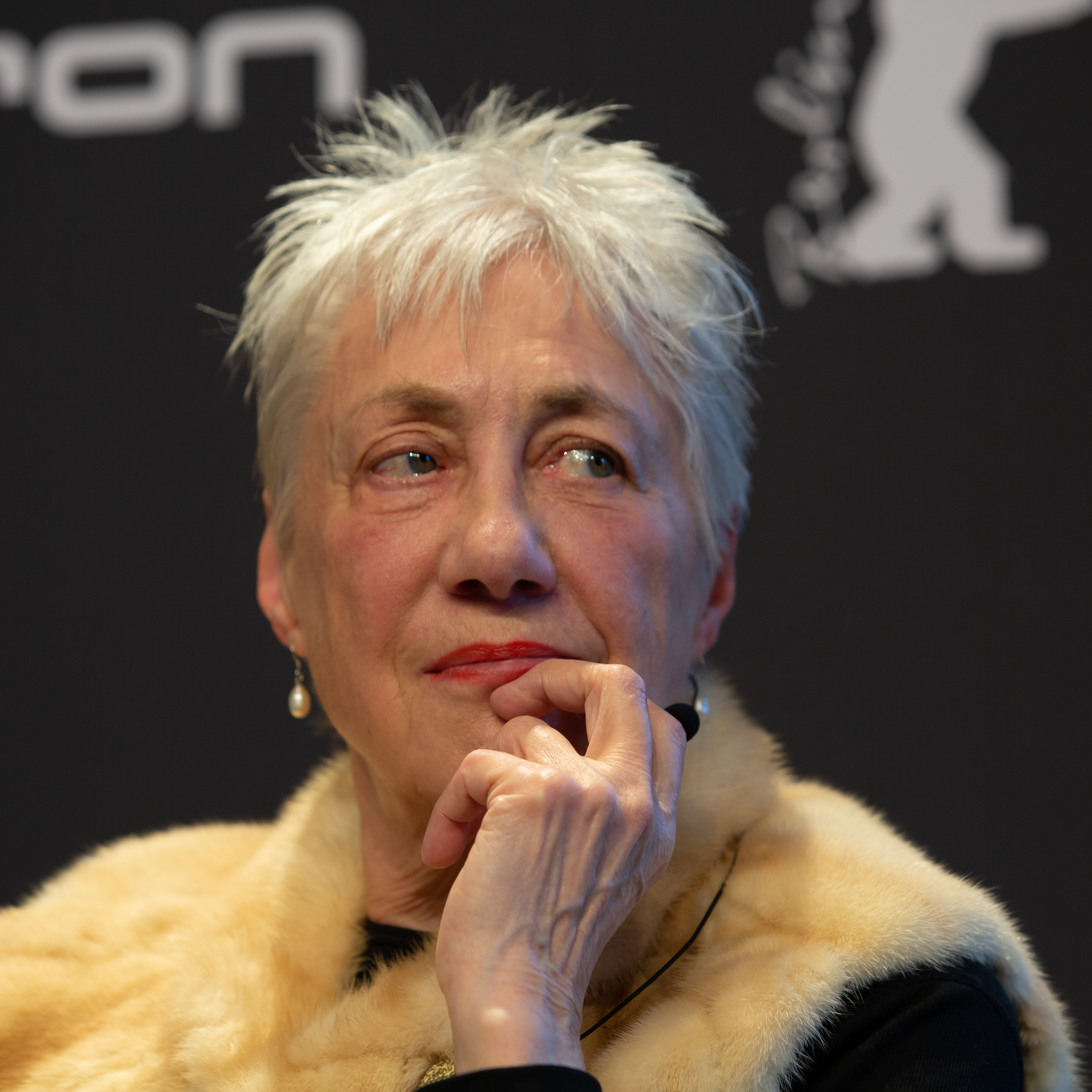
3,558 × 3,558; 5.21 MB

هلکه زاندر (به آلمانی: Helke Sander) (زاده ۳۱ ژانویه ۱۹۳۷ در برلین) فیلمساز، روزنامه‌نگار و یکی از چهره‌های برجسته جنبش فمینیستی در آلمان است.

## زندگی‌نامه
هلکه در سال ۱۹۵۷ به مدرسهٔ هنرپیشگی هامبورگ رفت و در سال ۱۹۵۹ با نویسندهٔ فنلاندی مارکو لاهتلا ازدواج کرد.
محبوبیت اجتماعی هلکه سال‌های ۱۹۶۲ و ۱۹۶۳ آغاز شد. یکی از دلایل محبوبیت او این بود که هلکه در کنار تحصیل در رشتهٔ فیلم و تلویزیون، به کار خبرنگاری پرداخته و فعالیت‌های اجتماعی خود را گسترش داد.
هلکه در ژانویه ۱۹۶۸ به همراه دیگر یاران خود «شورای آکسیون رهایی زنان» را تأسیس کرد. یکی از اقدامات عملی این شورا ایجاد محل‌هایی برای گذراندن اوقات فراغت کودکان بود. در زمینهٔ بحث‌های تئوریک نیز شورای آکسیون رهایی زنان به ویژه مباحثی در زمینهٔ ارتباط بین زایمان زنان و سرکوب و استثمار آنان را طرح می‌کرد. این مبحث تئوریک بیان هنری خود را در فیلم «کودکان گاو نیستند» می‌یابد.
از دههٔ هفتاد، تأثیر متقابل استعداد هنری و فعالیت‌های اجتماعی هلکه در زندگی او نمود برجسته‌تری پیدا می‌کند. او از مؤسسان گروه زنان «نان و رُز» است. در سال ۱۹۷۲ فیلم «قرص جلوگیری از حاملگی را آزاد کنید» را ساخت و سال ۱۹۷۴ مجلهٔ «زنان و فیلم» را منتشر کرد، که در آن زمان تنها مجلهٔ فیلم فمینیستی در اروپا بود. او در کنار فعالیت‌های هنری و اجتماعی خود از سال ۱۹۸۱ به تدریس در مدرسهٔ هنرهای تجسمی هامبورگ پرداخت. یکی از ویژگی‌های کار هلکه برجسته کردن ساختارهای اجتماعی و نقد رادیکال تأثیرات سیاست بر زندگی زنان و کودکان است.

## گفتاورد
«من در ارتباط با محیط پیرامون خودم (در حوزهٔ فیلم و تلویزیون) می‌توانم بگویم که امروزه کنترل بسیار زیاد شده. کافی است نگاهی به برنامه‌های تلویزیون بیندازید یا کتاب «شیشهٔ تیره- پایان فرهنگ تلویزیون»، اثر یورگن برترام را بخوانید تا متوجه شوید که گرچه هنوز هم افراد یا گروه‌هایی هستند که نیت‌شان روشنگری است، اما اینان این امکان را که در رسانه‌های عمومی مانند تلویزیون کاری پیدا کنند ندارند. بسیاری بیرون انداخته می‌شوند و شغل خود را از دست می‌دهند، زیرا باید در چارچوبی کار کنند که آن را قبول ندارند.»